# Theodor Kittelsen
Theodor Severin Kittelsen (født 27. april 1857 i Kragerø, død 21. januar 1914) var en norsk maler, tegner og illustrator. 
Kittelsen blev særligt kendt for sine illustrationer til Asbjørnsen og Moes eventyr, og i særdeleshed sine tegninger af trolde.
- En af Theodor Kittelsens troldetegninger fra 1911
- Selvportræt fra 1888